# 莊際昌
莊際昌（1584年—1629年），初名夢岳，字景說（景悦），號羹若，又號羹元，福建泉州府人，祖籍永春縣，生於晉江縣，明朝狀元，政治人物。

## 生平
明萬曆十二年（1584年）甲申生於泉安青陽，應試時改名際昌。萬曆四十三年（1617年），中福建鄉試第九名。萬曆四十七年（1619年）會試、殿試皆第一。
天启元年（1621年），補授翰林院修撰，編修國史。五年任會試同考官，七年為閹黨魏忠賢所排擠，罷歸鄉里。捐資修築晉江溜石陡門。
崇禎元年（1628年），魏忠賢被法辦而自盡，際昌被起用為左諭德。途中，升為左春坊左庶子，兼翰林院侍讀。文思敏捷，為文立就，每日黎明入朝，夜二更方罷。
崇禎二年（1629年）病逝，葬於泉安青陽山左麓。贈詹事府詹事。

## 著作
著有《羹若文集》、《霞棲藏稿》。

## 轶事
萬曆己未殿試，取莊際昌爲狀元，其卷竟有別字。給事中楊漣指出：「以狀元而有別字，必三百人皆不識字乃可；以狀元而洗補，必三百人皆曳白乃可。」一時以為名言。
據說莊際昌家遣人到泉安蒐購所有燈籠，當時號稱「安溪謝百萬」的安溪仕紳謝東臺「五代同堂」，也到泉安買燈，兩方爭執不休，秦鍾震（常被誤作為秦鐘縉，萬曆三十二年甲辰科第二甲第八名進士）調停之下，爭執才解決。

## 家族
曾祖父莊用賓曾任浙江按察司僉事。祖父莊鳳瑞，廪生。父莊龍光，庠生。